# Norte Chico (Chili)

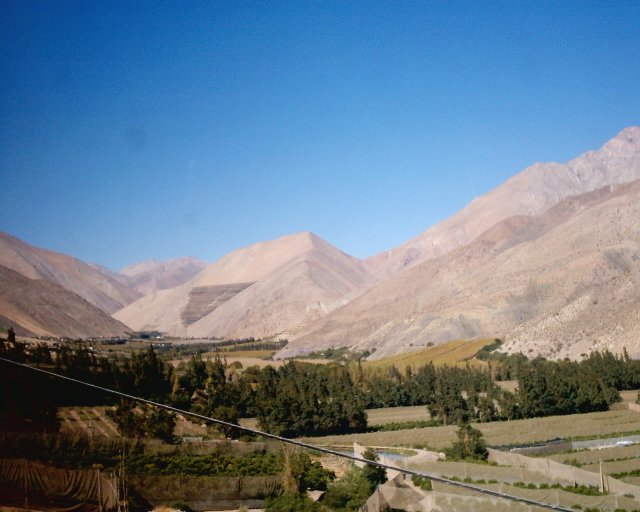
Vallei van de Río Elqui

De Norte Chico is een van de vijf traditionele geografische regio's van Chili.
Norte Chico, letterlijk 'Kleine Noorden', ligt in het centrum-noorden van Chili, tussen de 26e en de 32e breedtegraad, ten zuiden van de Norte Grande en ten noorden van de Zona Central. De Norte Chico omvat de bestuurlijke regio's Atacama en Coquimbo. De Norte Chico is geografisch gezien een transitiezone, hoewel zij niet zo droog is als de Norte Grande, is zij niet zo vruchtbaar als de Zona Central. De belangrijkste bron van inkomsten is traditioneel de veeteelt. De grootste steden zijn Copiapó, La Serena en Coquimbo.
De Norte Chico werd van oudsher bewoond door de Diaguita.
Norte Grande · Norte Chico · Zona Central · Zona Sur · Extremo Sur
Chileens-Antarctica · Insulair Chili